# 紅毛港類型
紅毛港類型，或稱紅毛港文化、紅毛港系統。屬於台灣新石器時代中期「繩紋紅陶文化時期」之地區類型，起初學者稱為「紅毛港系統」，後經過研究，因為其文化內涵和分布，與鄰近同時期文化有個別特色差異，無法歸屬於其他文化之中，稱為繩紋紅陶文化之「紅毛港類型」，來強調它在台灣西北部沿海地區的地域性特徵。根據學者劉益昌提出的定義，「紅毛港類型」主要分布於台灣本島西北部沿海，包含桃園南部、新竹、苗栗北部一帶的海岸沙丘和河口附近的階地。遺址有桃園的崁頭厝，新竹的紅毛港、樹林子、坡子頭(Ⅰ、Ⅱ)、犁頭山，苗栗的造橋談文湖、白沙屯-過港、山佳（下層）等遺址。出土文物僅有陶、石器，陶器總類不多，僅有橙紅色夾砂繩紋陶罐。遺址範圍一般不大，物品零星且不多，雖處海濱但未發現貝塚等積極利用海生資源的證據。「紅毛港系統」可能源於大坌坑文化，銜接後面的山佳文化，距今大約4500年至3500年前之間，文化內涵以陶器口緣低矮、拍印有繩紋的淡褐色和紅褐色系夾砂陶最具特色。

## 描述
「紅毛港類型」主要分布於台灣本島西北部沿海，包括桃園市南半部、新竹縣、新竹市、苗栗縣北半部區域的海岸沙丘或河口附近的階地等。它最早由學者盛清沂在1964年提出，並將視為台灣繩紋紅陶文化中流行於桃竹苗沿海的地方類型，聚落大多分布於海岸沙丘或河口附近的階地。本類型文化並以早期發現的紅毛港遺址為其命名代表，海拔高度都在40公尺以內。遺址包括新竹縣的犁頭山、紅毛港、樹林子、坡子頭（I、II）、上沙崙 II、香山-南港、蓮華寺遺址，桃園市的崁頭厝、榕樹下，苗栗縣的談文湖、白沙屯-過港、山佳（下層）等遺址。
本類型繼大坌坑文化之後出現，屬於台灣地區新石器時代中期階段，是廣義的細繩紋陶文化的一個區域類型。文化遺物主要是橙紅色、褐色、淡褐色的夾沙陶。器型為中型侈口鼓腹的罐形器，口緣通常外侈低矮，少量帶有圈足，通常從頸部以下器身佈滿拍印的繩紋，部分是素面。石器的器型簡單但多樣化，主要有打製石斧、打製石鋤等墾拓使用的農業用具，另有石錛、邊刃刮削器、砥石、凹石等日常生活用具，還有石刀、骨鏃等。從既有的遺址範圍與文化層堆積的厚度發現，各遺址範圍較小，文化層也較薄，配合遺址內出土的文化遺物可推論，這是一個小型的聚落。遺址多在沿海或河口，但發掘中未發現有貝塚存在，顯示對河海資源利用不多，生產型態以農業為主。文物未經過絕對的年代測定（如碳十四定年的依據），但從器物形制及層位堆積的資料來看，推知屬於新石器時代中期，器物也與中部地區同為繩紋紅陶文化之牛罵頭文化相近，兩者皆出土多聯杯器型陶器、鏤空小足圈、工整的交錯拍印繩紋、以及圓形或不規則的附加堆紋，推測同為大坌坑文化晚期之後的地方演化。
對於「紅毛港系統」分類還不明確，對於與台灣北部、中部同為繩紋紅陶文化之間的關係需要釐清。學者郭素秋、劉益昌認為，紅毛港文化整體的器型和器物組成應較接近中部的牛罵頭文化，也許屬於牛罵頭文化的地方性類型。而考古顯示紅毛港類型同樣也與北邊的訊塘埔文化有往來關係，紅毛港類型的考古遺址中往往可見訊塘埔文化典型的「褐色夾砂陶」，兩個文化之間也皆出土「多連杯」或稱為「高圈足多連盤」之特別器物。也因為對紅毛港類型調查不夠完整，因此訊塘埔文化與紅毛港類型的明確界線並不明確，僅知大概以桃園觀音區為界。

## 主要遺址

### 紅毛港遺址
紅毛港遺址位於新竹縣新豐鄉新豐溪出海口紅毛港北側，屬濱海沙丘，高度約海拔7公尺左右，為新竹地區重要的史前考古遺址。紅毛港遺址發現相當早，1953年新竹縣文獻會委員郭輝在紅毛港發現黑色「磨製石刀」斷片及史前繩紋陶器碎片，深受考古學界重視，並在1964經學者盛清折調查後，將鄰近桃竹苗沿海的地方類型以紅毛港遺址為其命名為「紅毛港系統」。然而，直到2002年學者劉益昌才對該遺址進行試掘。在陶質標本方面，有紅褐色夾砂陶、紅褐色泥質陶以及褐色夾安山岩碎削陶。其中褐色夾安山岩碎削陶是典型訊塘埔文化質地，僅出土一件，可能與該處先民有所接觸。其他多數是紅褐色細砂陶。陶器製作上多以手捏製，可見明顯的同心圓輪修痕，陶器口部和圈足為附加上去。體部多以繩紋來進行表面處理。器類上多為「略凸弧轉斜敞口罐口」的罐形器，口緣通常外侈低矮，少量帶有圈足。石器上以打剝為主要加工方式，曾出土鐘型打製斧鋤型器、磨製穿孔石刀、砥石、石片、石錘、砝碼型石器等。紅毛港遺址在器類和型制上具有高度一致性。

### 白沙屯-過港遺址
白沙屯-過港遺址位於苗栗縣通霄鎮白沙屯聚落北側500公尺丘陵前緣緩坡。遺址於1963年發現，其中陶片出土不多，主要是紅褐色細砂繩紋陶。石器有打製斧鋤型器、刮削器、石錘等，製作上多經過二次修整。

### 上沙崙 II遺址
上沙崙 II遺址位於新竹市香山區，於三姓公溪北岸之東北-西南沙丘，海拔約10公尺左右。遺址於1999年發現，其中陶器以細砂陶器為主，有紅褐色細沙陶器、陶坯和粗砂陶。陶器上有指捏紋，口部有刮削斜紋，唇緣刻意使用齒刻紋紋飾，陶器口部主流為「外凸弧轉斜敞罐口」。體部多以繩紋來進行表面處理。石器數量不多，有一件石錘和數件打剝石片。

### 犁頭山遺址
犁頭山遺址位於新竹縣新埔鎮文山里，於飛鳳山丘嶺西北緣緩坡，不遠處即鳳山溪與豆子埔溪匯流處。遺跡於2001年發現，其中陶器以粗砂陶為主，占比一半，細砂陶僅佔一成。陶器樣式較為多樣，多為罐型器，出現疑似鼎型器和豆型器。體部多以繩紋來進行表面處理，圈足多為矮圈足，部分罐口唇面可見齒刻紋紋飾。出土石器製作工藝和器型相比較為多樣、複雜，已出現相當數量的磨製石器，有大量的石錘和砥石等製造工具，亦出現複合加工之特定型制工具和飾品，如鋤型器、刀型器和穿孔圓盤狀飾品。

### 香山-南港遺址
香山-南港遺址位於新竹市香山區南港里，於竹東丘嶺鹽港溪南側山前沖激扇上。遺跡於2005年發現。出土遺留並不豐富，其中陶器以紅褐色細砂陶為主，也有紅褐色的中細砂、粗細沙、泥質陶器等。陶器體部多有繩紋，但因罐口出土不多，缺乏罐口資訊。有為數不少的打剝石料，以及石錘、砥石等製造工具。另外出土閃玉質地的石錛及墜飾，可能是從外地流入。

### 榕樹下遺址
榕樹下遺址位於桃園市新屋區苯港里，地形上為社子溪河口灣南緣之低位海階，海拔約10公尺左右。遺址於2009年發現，其中陶器以紅褐色細砂陶器為主，唇緣常施加齒刻紋，體部繩紋比例高，陶器口部總類有「略外凸弧轉微敞罐口」、「近直侈斜敞罐口」、高罐口。石器以當地砂岩為主，多以打剝法而成，不見刀型器。

## 註腳
1. 1 2 3 4  郭素秋，劉益昌 《金門移民適應與遷移調查研究》第34頁
2. ↑  劉益昌 2002，第71頁
3. ↑  劉益昌 2002，第70頁
4. ↑  劉益昌 2009，第86頁
5. ↑  簡史朗, 劉秋雲 《Taukat 道卡斯族新港社部落史》第113頁
6. ↑  劉益昌 2002，第47頁
7. ↑  林松 《新竹市志〈卷一土地志〉》第361頁
8. ↑  劉寧顏 《重修臺灣省通志》第28頁
9. ↑  劉益昌 2002，第49頁
10. ↑  朱正宜 第189頁
11. ↑  劉益昌 2002，第9頁
12. ↑  劉益昌 〈十三行博物館－與臺灣史前時代的北部區域－〉 第22頁
13. ↑  朱正宜 第192頁
14. ↑  劉益昌 2002，第68頁
15. ↑  朱正宜 第193頁
16. ↑  朱正宜 第199頁
17. ↑  朱正宜 第194頁
18. ↑  朱正宜 第196頁
19. ↑  朱正宜 第198頁
20. ↑  朱正宜 第190頁